# 최경훈 (투수코치)
최경훈(崔敬勳, 1979년 1월 22일 ~ )는 현 상무 피닉스의 투수코치이다.

## 출신학교
- 내발산초등학교
- 신월중학교
- 선린상업고등학교
- 고려대학교